# Roger Crozier Saving Grace Award
Der Roger Crozier Saving Grace Award war zwischen 2000 und 2007 eine Eishockey-Auszeichnung in der National Hockey League (NHL). Der Preis wurde jährlich an den Torwart vergeben, der nach der regulären Saison die beste Fangquote aufweist und dabei an mindestens 25 Spielen teilgenommen hat. In der Saison 2006/07 wurde der Award letztmals vergeben, bevor die Vergabe eingestellt wurde.
Der Award war nach dem früheren Torwart der Detroit Red Wings und Buffalo Sabres, Roger Crozier, benannt, der beiden Teams zum Erreichen des Stanley-Cup-Finales verhalf. Von 1989 bis 1991 wurde bereits eine vergleichbare Auszeichnung unter dem Namen Trico Goaltender Award vergeben.

## Vergabe und Geschichte

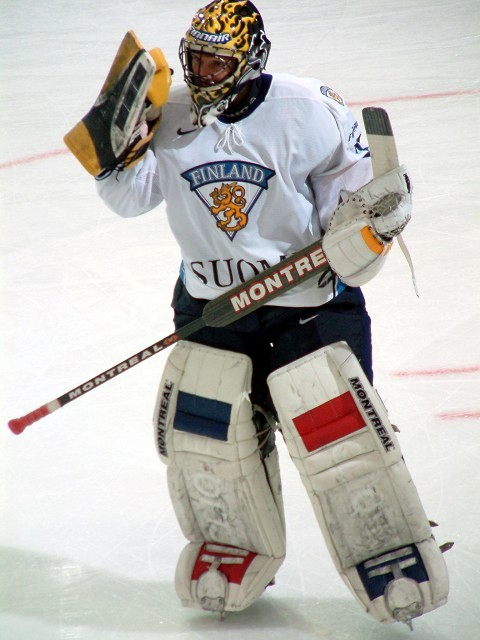
Nicklas Bäckström war der letzte Titelträger 2007

Die Fangquote berechnet sich aus dem Anteil der gehaltenen Schüsse an der Gesamtzahl der Torschüsse auf das Tor des jeweiligen Torhüters. Zur Berechnung kann also die Anzahl der Gegentore und der Torschüsse herangezogen werden, wobei als Torschüsse nur solche betrachtet werden, die das Tor ohne Anwesenheit eines Torhüters getroffen hätten.
Eine Gegentorstatistik für jeden einzelnen Torhüter wurde bereits seit der Gründung der National Hockey League geführt, allerdings begann man erst Anfang der 1980er Jahre, die Torschüsse in die Torhüterstatistik aufzunehmen. Erstmals wurde eine solche Statistik in der Saison 1980/81 geführt, wobei aber nur zwei Torhüter der Minnesota North Stars und der Edmonton Oilers in diese Zählungen einbezogen wurden. Donald Beaupre kassierte in 44 Spielen 138 Gegentore bei 1.313 Schüssen, womit er eine Fangquote von 89,5 Prozent aufwies. Erst zwei Jahre später, in der Saison 1982/83 wurden die Schüsse und somit auch die Fangquote in allen Torhüterstatistiken der Liga geführt. Von allen Spielern, die mehr als 25 Spiele bestritten hatten, wies dabei Roland Melanson mit 91 Prozent gehaltener Schüsse die höchste Fangquote auf.
Zur NHL-Saison 1988/89 wurde erstmals eine Auszeichnung für die beste Fangquote verliehen, der Trico Goaltender Award. Voraussetzung für diesen Preis war, dass der ausgezeichnete Torhüter in der laufenden Saison mindestens 35 Spiele bestritten hatte. Erster Sieger war der Kanadier Patrick Roy, der auch in der Folgesaison die Wertung für sich entscheiden konnte. Im Jahr 1991 gewann der Rookie Ed Belfour die Auszeichnung, bevor diese nicht mehr vergeben wurde. Zwischen 1995 und 1999 führte Dominik Hašek die Wertung sechsmal in Folge an, erhielt dafür aber keine Trophäe.
Der Roger Crozier Saving Grace Award wurde in der Saison 1999/2000 eingeführt, erster Gewinner war Ed Belfour mit einer Fangquote von 91,9 Prozent. Seitdem lag die Fangquote des Gewinners in jeder Saison über 92 Prozent. Nachdem die Trophäe insgesamt siebenmal vergeben wurde, wurde die Vergabe der Trophäe nach der Saison 2006/07 eingestellt. Letzter Gewinner war der Finne Nicklas Bäckström mit einer Fangquote von 92,9 %.
Die Auszeichnung wurde nicht, wie bei den meisten anderen NHL-Trophäen üblich, während der NHL Awards übergeben, sondern während einer Zeremonie, die häufig vor einem Vorbereitungsspiel des Franchise stattfand. Dem Gewinner wurden 25.000 US-Dollar übergeben, die er an eine Jugendeishockey- oder andere Einrichtung seiner Wahl stiften sollte.

## Gewinner des Roger Crozier Saving Grace Award

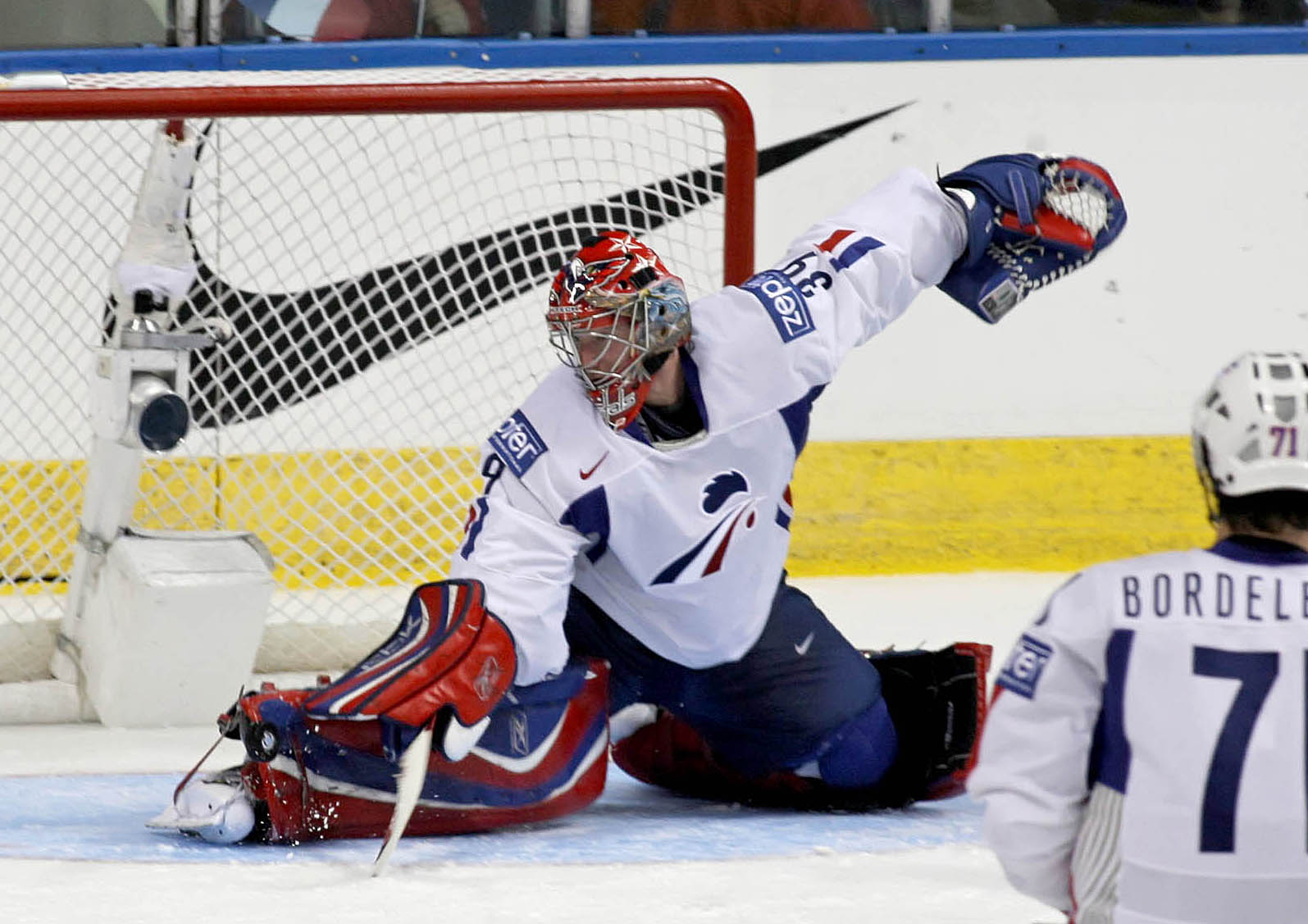
Cristobal Huet gewann die Auszeichnung als erster Europäer

Insgesamt wurden zwischen 2000 und 2007 in sieben Spielzeiten sechs verschiedene Spieler ausgezeichnet. Im Jahr 2005 wurde die Auszeichnung aufgrund des Lockouts und des damit verbundenen Ausfalls der gesamten Saison nicht vergeben.
Abkürzungen: Sp = Spiele, GT = Gegentore, SaT = Schüsse auf das Tor, Sv% = Fangquote

Erläuterungen: Alle Daten beziehen sich nur auf die betreffende Saison. Die Links zur Spalte „Nationalität“ sind im Abschnitt Ranglisten zu finden.
| Jahr | Name                  |                       | Team                  | Sp | GT  | SaT   | Sv%  |
| ---- | --------------------- | --------------------- | --------------------- | -- | --- | ----- | ---- |
| 2007 | Niklas Bäckström      | Finnland              | Minnesota Wild        | 41 | 073 | 1.028 | 92,9 |
| 2006 | Cristobal Huet        | Frankreich            | Canadiens de Montréal | 36 | 077 | 1.085 | 92,9 |
| 2005 | Saison wurde abgesagt | Saison wurde abgesagt | Saison wurde abgesagt |    |     |       |      |
| 2004 | Dwayne Roloson        | Kanada                | Minnesota Wild        | 48 | 089 | 1.323 | 93,3 |
| 2003 | Marty Turco           | Kanada                | Dallas Stars          | 55 | 092 | 1.359 | 93,2 |
| 2002 | José Théodore         | Kanada                | Canadiens de Montréal | 67 | 136 | 1.972 | 93,1 |
| 2001 | Marty Turco           | Kanada                | Dallas Stars          | 26 | 040 | 0532  | 92,5 |
| 2000 | Ed Belfour            | Kanada                | Dallas Stars          | 62 | 127 | 1.571 | 91,9 |

## Ranglisten
Der Roger Crozier Saving Grace Award konnte nur von einem Spieler mehrfach gewonnen werden. Dem Kanadier Marty Turco von den Dallas Stars gelang dieses Kunststück, als er die Statistik im Jahr 2003 zum zweiten Mal nach 2001 anführte. Die Dallas Stars, bei denen mit Ed Belfour auch der erste Gewinner der Auszeichnung spielte, konnten mit drei Torhütern gleichzeitig die meisten Sieger stellen. Je zweimal erhielten Spieler der Canadiens de Montréal und der Minnesota Wild den Saving Grace Award, sodass in sieben Saisons nur drei verschiedene Mannschaften den Saving Grace Award gewinnen konnten.
Knapp drei Viertel der Gewinner stammte aus Kanada. Im Jahr 2006 konnte der Franzose Cristobal Huet als erster Europäer die Auszeichnung gewinnen, bevor Nicklas Bäckström aus Finnland bei der letzten Verleihung des Awards die Statistik anführte.
|    | Spieler           | Anzahl |
| -- | ----------------- | ------ |
| 1. | Marty Turco       | 2      |
| 3. | 5 weitere Spieler | je 1   |

|    | Nationalität | Anzahl |
| -- | ------------ | ------ |
| 1. | Kanada       | 5      |
| 2  | Finnland     | 1      |
|    | Frankreich   | 1      |

|    | Mannschaft            | Anzahl |
| -- | --------------------- | ------ |
| 1. | Dallas Stars          | 3      |
| 2. | Canadiens de Montréal | 2      |
|    | Minnesota Wild        | 2      |

## Preisträger mit anderen Auszeichnungen im selben Jahr
| Trophäe                    | Gewinner                  | Jahr(e)   |
| -------------------------- | ------------------------- | --------- |
| Vezina Trophy              | José Théodore             | 2002      |
| William M. Jennings Trophy | Niklas Bäckström          | 2007      |
| Hart Memorial Trophy       | José Théodore             | 2002      |
| Second All-Star Team       | Marty Turco José Théodore | 2003 2002 |

Knapp der Hälfte aller ausgezeichneten Torhüter gelang es, in derselben Saison eine weitere Auszeichnung der NHL zu gewinnen.
Am erfolgreichsten war dabei José Théodore, der 2002 neben dem Roger Crozier Saving Grace Award auch die Vezina Trophy für den besten Torhüter und die Hart Memorial Trophy als wertvollster Spieler der regulären Saison gewann. Außerdem wurde er ins Second All-Star Team gewählt. Neben Théodore gelang es nur Marty Turco 2003, gleichzeitig den Saving Grace Award zu gewinnen und in ein All-Star Team gewählt zu werden.
Nur einzigem Torhüter, gelang es hingegen, gleichzeitig den Roger Crozier Saving Grace Award und die William M. Jennings Trophy für den besten Gegentorschnitt der Saison zu gewinnen. In seiner Debütsaison 2006/07 gewann Nicklas Bäckström mit den Minnesota Wild beide Auszeichnungen.

## Vorherige und folgende Führende

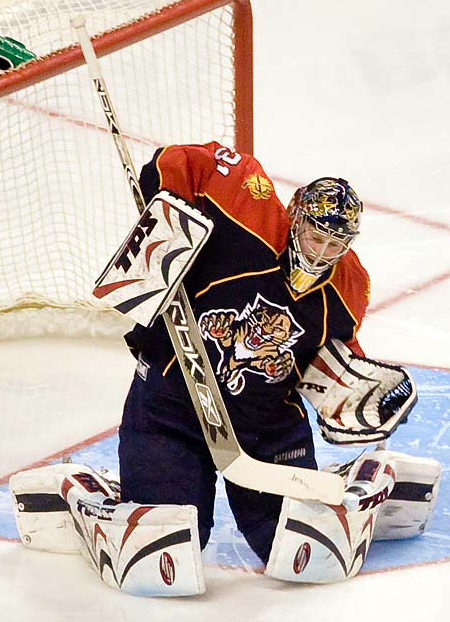
Craig Anderson stellte 2013 einen neuen NHL-Rekord auf

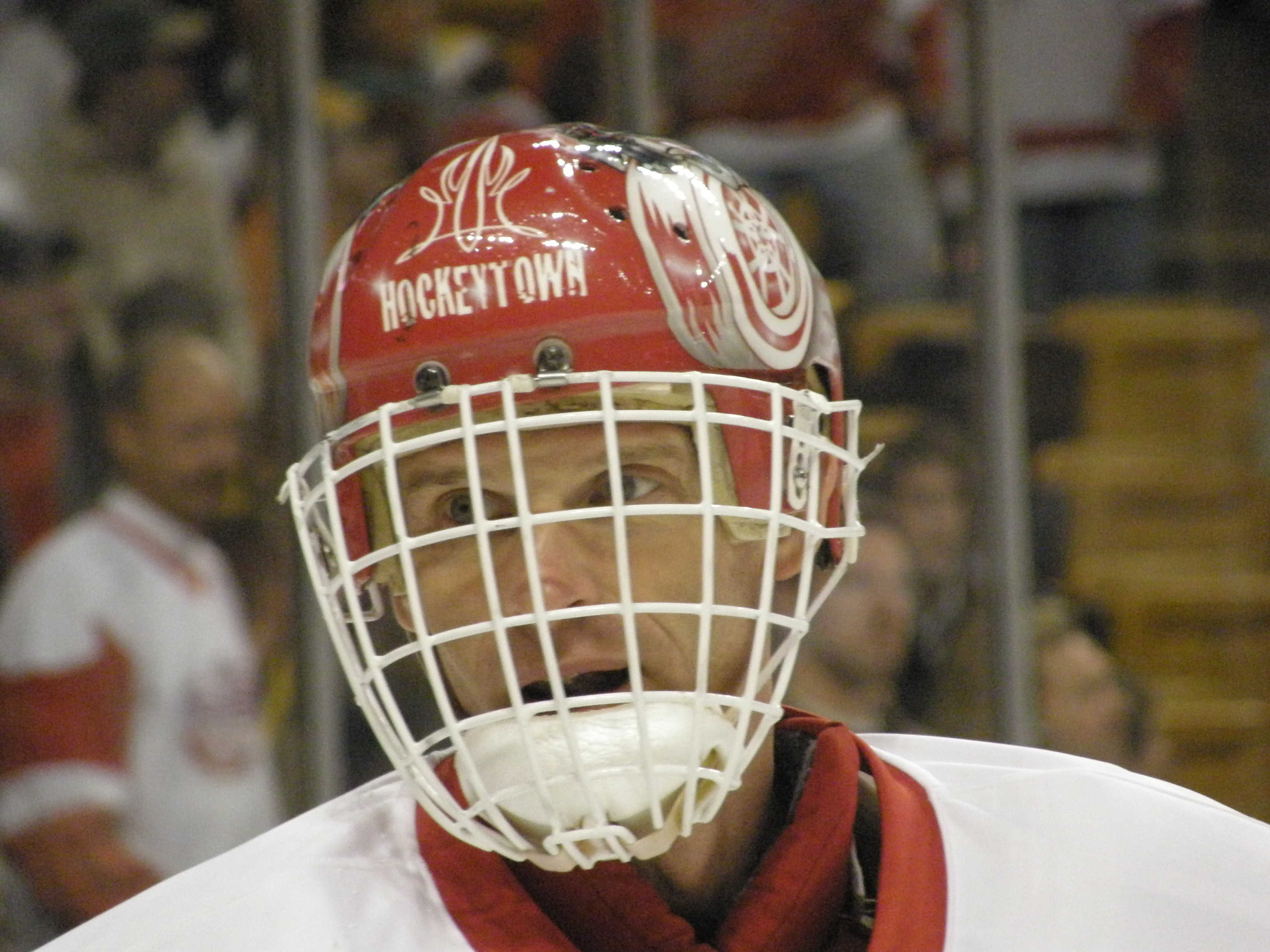
Dominik Hašek führte die Wertung sechsmal in Folge an

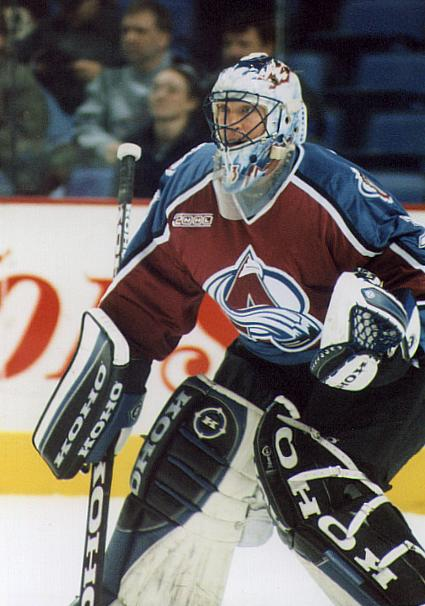
Patrick Roy gewann zweimal den Trico Goaltender Award

Abkürzungen: Sp = Spiele, GT = Gegentore, SaT = Schüsse auf das Tor, Sv% = Fangquote

Erläuterungen: Alle Daten beziehen sich nur auf die betreffende Saison.
| Jahr   | Name               |                    | Team                  | Sp | GT  | SaT   | Sv%  |
| ------ | ------------------ | ------------------ | --------------------- | -- | --- | ----- | ---- |
| 2020   | Anton Chudobin     | Russland           | Dallas Stars          | 30 | 62  | 882   | 93,0 |
| 2019   | Ben Bishop         | Vereinigte Staaten | Dallas Stars          | 46 | 87  | 1323  | 93,4 |
| 2018   | Carter Hutton      | Kanada             | St. Louis Blues       | 32 | 56  | 810   | 93,1 |
| 2017   | Sergei Bobrowski   | Russland           | Columbus Blue Jackets | 63 | 127 | 1854  | 93,1 |
| 2016   | Brian Elliott      | Kanada             | St. Louis Blues       | 42 | 078 | 1133  | 93,0 |
| 2015   | Carey Price        | Kanada             | Canadiens de Montréal | 66 | 130 | 1953  | 93,3 |
| 2014   | Josh Harding       | Kanada             | Minnesota Wild        | 29 | 046 | 0690  | 93,3 |
| 2013   | Craig Anderson 1   | Kanada             | Ottawa Senators       | 24 | 040 | 0677  | 94,1 |
| 2012   | Brian Elliott      | Kanada             | St. Louis Blues       | 38 | 058 | 0972  | 94,0 |
| 2011   | Tim Thomas         | Vereinigte Staaten | Boston Bruins         | 57 | 112 | 1.811 | 93,8 |
| 2010   | Tuukka Rask        | Finnland           | Boston Bruins         | 45 | 084 | 1.221 | 93,1 |
| 2009   | Tim Thomas         | Vereinigte Staaten | Boston Bruins         | 54 | 114 | 1.694 | 93,3 |
| 2008   | Dan Ellis          | Kanada             | Nashville Predators   | 44 | 087 | 1.147 | 92,4 |
| 1999   | Dominik Hašek      | Tschechien         | Buffalo Sabres        | 64 | 119 | 1.877 | 93,7 |
| 1998   | Dominik Hašek      | Tschechien         | Buffalo Sabres        | 72 | 147 | 2.149 | 93,2 |
| 1997   | Dominik Hašek      | Tschechien         | Buffalo Sabres        | 67 | 153 | 2.177 | 93,0 |
| 1996   | Dominik Hašek      | Tschechien         | Buffalo Sabres        | 59 | 161 | 2.011 | 92,0 |
| 1995   | Dominik Hašek      | Tschechien         | Buffalo Sabres        | 41 | 085 | 1.221 | 93,0 |
| 1994   | Dominik Hašek      | Tschechien         | Buffalo Sabres        | 58 | 109 | 1.552 | 93,0 |
| 1993   | Curtis Joseph      | Kanada             | St. Louis Blues       | 68 | 196 | 2.202 | 91,1 |
| 1992   | Patrick Roy        | Kanada             | Canadiens de Montréal | 67 | 155 | 1.806 | 91,4 |
| 1991 2 | Ed Belfour         | Kanada             | Chicago Blackhawks    | 74 | 170 | 1.883 | 91,0 |
| 1990 2 | Patrick Roy        | Kanada             | Canadiens de Montréal | 54 | 134 | 1.522 | 91,2 |
| 1989 2 | Patrick Roy        | Kanada             | Canadiens de Montréal | 48 | 113 | 1.226 | 90,8 |
| 1988   | Patrick Roy        | Kanada             | Canadiens de Montréal | 45 | 125 | 1.248 | 90,0 |
| 1987   | Ron Hextall        | Kanada             | Philadelphia Flyers   | 66 | 190 | 1.933 | 90,2 |
| 1986   | Bob Froese         | Kanada             | Philadelphia Flyers   | 51 | 116 | 1.270 | 90,9 |
| 1985   | Warren Skorodenski | Kanada             | Chicago Blackhawks    | 27 | 075 | 0775  | 90,3 |
| 1984   | Roland Melanson    | Kanada             | New York Islanders    | 37 | 110 | 1.129 | 90,3 |
| 1983   | Roland Melanson    | Kanada             | New York Islanders    | 44 | 109 | 1.206 | 91,0 |